# Lowesville (Caroline du Nord)
Lowesville est une census-designated place située dans le comté de Lincoln, dans l’État de Caroline du Nord, aux États-Unis. Lors du recensement de 2020, elle comptait 3 281 habitants.